# Reid Simpson
Reid Philip Simpson (* 21. Mai 1969 in Flin Flon, Manitoba) ist ein ehemaliger kanadischer Eishockeyspieler und -funktionär sowie derzeitiger -scout, der während seiner aktiven Karriere zwischen 1989 und 2010 unter anderem 311 Spiele für die Philadelphia Flyers, Minnesota North Stars, New Jersey Devils, Chicago Blackhawks, Tampa Bay Lightning, St. Louis Blues, Canadiens de Montréal, Nashville Predators und Pittsburgh Penguins in der National Hockey League auf der Position des linken Flügelstürmers bestritten hat. Simpson, der den Spielertyp des Enforcers verkörperte, gewann mit den Albany River Rats im Jahr 1995 den Calder Cup der American Hockey League.

## Karriere
Simpson spielte zunächst im unterklassigen Junioreneishockey in seiner Geburtsstadt Flin Flon. Anschließend war er von 1986 bis 1990 für die Prince Albert Raiders in der Western Hockey League aktiv. Zuvor war er bereits zweimal für die New Westminster Bruins zum Einsatz gekommen.
Nachdem der Stürmer im NHL Entry Draft 1989 in der vierten Runde an 72. Stelle von den Philadelphia Flyers aus der National Hockey League ausgewählt worden war, wechselte er im Sommer 1990 in den Profibereich. Dort spielte er für das Flyers-Farmteam in der American Hockey League bei den Hershey Bears. In den drei Jahren in der Organisation spielte Simpson mit Ausnahme einer Partie im Dress der Flyers in der NHL ausschließlich bei den Bears. Am Ende der Saison 1991/92 lief schließlich sein Vertrag aus und wurde seitens Philadelphias nicht verlängert. Erst im Dezember 1992 fand der Free Agent in den Minnesota North Stars einen neuen Arbeitgeber. Für das Team bestritt er ebenso nur ein Spiel und kam hauptsächlich bei den Kalamazoo Wings in der International Hockey League zum Einsatz. Dies änderte sich auch nicht mit dem Umzug der Borth Stars ins texanische Dallas und der Umbenennung in Dallas Stars im Sommer 1993.
Im März 1994 wurde der Angreifer erstmals in seiner Karriere transferiert. Mit Roy Mitchell wechselte er zu den New Jersey Devils. Bis zum Januar 1998 war Simpson für das Franchise aktiv, gehörte aber erneut meist zum Farmteam-Kader. Mit den Albany River Rats absolvierte er in der Saison 1994/95 seine beste Spielzeit mit 43 Scorerpunkten in 70 Spielen. Zudem gewann er mit dem Team am Saisonende den Calder Cup. Nachdem sich die Devils im Januar 1998 via eines erneuten Transfergeschäftes von dem Flügelstürmer trennten, begann für selbigen eine Zeit mit vielen Vereinswechseln un Verletzungen.
Zunächst war er bis zum November 1999 für die Chicago Blackhawks aktiv, wo er sich erstmals in der NHL etablieren konnte. Im Austausch für den Schweden Michael Nylander gelangte er zusammen mit Bryan Muir zu den Tampa Bay Lightning. Eine im Januar 200 erlittene Kieferverletzung führte schließlich dazu, dass die Lightning seinen Vertrag nicht verlängerten. Simpson schloss sich zur Spielzeit 2000/01 den St. Louis Blues an. Auch hier war er durch eine Leistenverletzung lange außer Gefecht gesetzt, wodurch St. Louis den Einjahresvertrag nicht verlängerte. Als Free Agent gelangte der Kanadier zu den Canadiens de Montréal, von dort im Januar 2002 über den Waiver zu den Nashville Predators und im Sommer 2003 – erneut als vertragsloser Spieler – zu den Pittsburgh Penguins. Lediglich in Pittsburgh gelang es ihm nicht, sich einen Platz im NHL-Stammkader zu erarbeiten und war somit für die Wilkes-Barre/Scranton Penguins in der AHL aktiv.
Da die NHL-Saison 2004/05 aufgrund des Lockouts komplett ausfiel, spielte Simpson ab März 2005 für die Rockford IceHogs in der United Hockey League, bevor er zur Saison 2005/06 nach Russland wechselte. Dort schloss er sich für zwei Jahre dem Superligisten Witjas Tschechow an. Insbesondere durch die Ansammlung von 556 Strafminuten in 79 Spielen machte sich Simpson dort den Namen eines Enforcers. Im Sommer 2007 endete zunächst das Kapitel Russland, ehe er zur Spielzeit 2008/09 als Assistent des General Managers Tschechows eingesetzt wurde. Das Engagement endete aber nach einer Saison. Simpson kehrte zum Ende der Saison 2009/10 noch einmal für 14 Spiele zu den Chicago Wolves in die AHL zurück, beendete aber danach seine aktive Karriere im Alter von 41 Jahren endgültig. Seit Sommer 2016 ist er als Scout bei seinem Ex-Team Canadiens de Montréal angestellt.

## Erfolge und Auszeichnungen
- 1995 Calder-Cup-Gewinn mit den Albany River Rats

## Karrierestatistik
(Legende zur Spielerstatistik: Sp oder GP = absolvierte Spiele; T oder G = erzielte Tore; V oder A = erzielte Assists; Pkt oder Pts = erzielte Scorerpunkte; SM oder PIM = erhaltene Strafminuten; +/− = Plus/Minus-Bilanz; PP = erzielte Überzahltore; SH = erzielte Unterzahltore; GW = erzielte Siegtore; 1 Play-downs/Relegation; Kursiv: Statistik nicht vollständig)